# Torneo Cantonal de Tercera División por Santa Bárbara de Heredia (ANAFA) 1987
El Torneo Cantonal de Fútbol de Tercera División de ANAFA 1987, fue la edición número 8 de la (Tercera División de Ascenso) en disputarse, organizada por la Asociación Nacional de Fútbol Aficionado.
Este Torneo constó de 8 equipos a nivel cantonal en Santa Bárbara de Heredia debidamente inscritos en la Asociación Nacional de Fútbol Aficionado (ANAFA).
Y la escuadra campeona sería la que vestiría los colores barbareños y representante por la provincia de Heredia en la Tercera División de Costa Rica.

## La clasificación por la Tercera División de Ascenso se dividió en 2 Grupos
| 3.ª. División Cantonal de Ascenso (Grupo 1) | 3.ª. División Cantonal de Ascenso (Grupo 1)                 |
| ------------------------------------------- | ----------------------------------------------------------- |
| 1                                           | Selección Distrital de Barrio Jesús                         |
| 2                                           | Selección Distrital de Santo Domingo (El Roble Fútbol Club) |
| 3                                           | Selección Distrital de Zetillal (Club Deportivo San Bosco)  |
| 4                                           | Selección Distrital de San Juan                             |

| 3.ª. División Cantonal de Ascenso (Grupo 2) | 3.ª. División Cantonal de Ascenso (Grupo 2)                                  |
| ------------------------------------------- | ---------------------------------------------------------------------------- |
| 1                                           | Selección de Santa Bárbara Distrito Central (Asociación Deportiva Barbareña) |
| 2                                           | Selección de Santa Bárbara Distrito Central (Club Deportivo Machado)         |
| 3                                           | Selección Distrital de San Pedro (Asociación Deportiva Fraternidad)          |
| 4                                           | Selección Distrital de Birrí (Asociación Deportiva Birriceña)                |

## Campeón Monarca Cantonal de Tercera División en Santa Bárbara de Heredia 1987
El club de San Bosco fue protagonista en 1981 al alcanzar un subtítulo provincial frente al Club Deportivo Jorge Muñóz Corea.
Para 1987 San Bosco es subcampeón provincial otra vez y en esta ocasión contra la U.D. San Francisco de San Isidro de Heredia.
| Tercera División Cantonal Auspiciado por ANAFA 1987                                | Tercera División Cantonal Auspiciado por ANAFA 1987 |
| ---------------------------------------------------------------------------------- | --------------------------------------------------- |
| Selección Campeona Cantonal de Tercera División de ANAFA. Club Deportivo San Bosco |                                                     |

## Ligas Superiores
- Primera División de Costa Rica 1987

- Campeonato de Segunda División de Costa Rica 1987-1988

- Campeonato de Segunda División B de Costa Rica 1987

- Campeonato de Tercera División de Ascenso por ANAFA 1987

## Ligas Inferiores
- Campeonato de Cuarta División por ANAFA 1987

## Torneos
| Predecesor: Torneo 1986 | Torneo Cantonal de Fútbol en Santa Bárbara de Heredia (ANAFA) 1987 Torneo 1987 | Sucesor: Torneo 1988 |